# Бабочка (балет)
«Ба́бочка» (фр. Le Papillon) — двухактный «фантастический балет» на музыку Жака Оффенбаха по либретто Анри де Сен-Жоржа; единственный полноценный балет Оффенбаха и единственный спектакль, поставленный балериной Марией Тальони. 
Премьера состоялась 26 ноября 1860 года в парижской Императорской опере на сцене театра Ле Пелетье после представления оперы Доницетти «Лючия ди Ламмермур». Главную партию Фарфаллы исполнила балерина Эмма Ливри. 

## Спектакль Тальони
Отец и наставник постановщицы, балетмейстер Филиппо Тальони, посетив репетиции балета, остался недоволен постановкой и сурово изрёк, что «всё разваливается». В то же время он одобрил танцы, поставленные дочерью, как «хорошо сочинённые и очень миленькие»:243. Роль главной героини, Фарфаллы, Тальони, которая начиная с 1859 года вела в Опере класс усовершенствования балерин, отдала своей любимой ученице Эмме Ливри.
Балет имел огромный успех: император Наполеон III дважды ездил в театр на его представление, исполнительнице главной роли тут же предложили ангажемент сразу два лондонских театра, а знаменитый скульптор Жан-Огюст Барр к статуэткам великих Тальони и Эльслер добавил статуэтку Ливри в костюме Бабочки:116. Самой Тальони был заказан новый балет для её ученицы.
Несмотря на свою популярность, этот спектакль совсем недолго продержался в репертуаре Оперы. Из-за трагической гибели Эммы Ливри, с которой в ноябре 1862 года произошёл несчастный случай на репетиции, балет сошёл со сцены, так как никто не мог представить в главной роли какую-либо другую танцовщицу.

## Либретто
Место действия балета - Черкессия. В начале первого акта появляются старая злая волшебница Хамза и её служанка. Когда-то давно Хамза похитила её - дочь эмира Фарфаллу (по-итальянски "бабочка"), и с тех пор заставляет себе прислуживать. Волшебница обращается с девушкой грубо, разглядывает себя в зеркало и мечтает стать снова молодой и красивой, чтобы иметь возможность выйти замуж. Для этого ей нужно, чтобы её поцеловал молодой принц.
Входит племянник эмира принц Джалма со свитой, возвращающийся с охоты. Все угощаются и пьют вино, но наставник принца увидев Фарфаллу, подозревает, что узнал похищенную принцессу. Джалма танцует с ней мазурку и дарит ей поцелуй. Опьяневшая Гамза, которую все начинают дразнить, впадает в ярость и, заманив Фарфаллу в ларец, превращает её в бабочку. Когда она вылетает, комната наполняется множеством бабочек, залетевших в двери, окна и даже дымоход, но потом волшебница их всех прогоняет.
Покинув замок Хамзы, Джалма и его свита достигают лесной поляны, куда вскоре прилетают и бабочки. Принц ловит одну из них, прижав к дереву, но внезапно она превращается в девушку. Вскрикнув, она падает на землю без чувств, и принц узнаёт служанку, с которой танцевал. Но та снова принимает облик бабочки и возвращается к остальным.
На поляну приходит Хамза со своим садовником. Она пытается выловить Фарфаллу сетью среди других бабочек. Но когда она на мгновенье выпускает свой магический жезл из рук, им завладевает садовник, решивший помочь девушке. Он касается жезлом самой волшебницы, и та застывает на месте, тогда как бабочки не замедлили накинуть сеть на неё саму. Садовник рассказывает принцу об истинном происхождении Фарфаллы, однако оставив жезл без присмотра. Магический инструмент похищает лепрекон и убегает. Принц доставляет пленённую волшебницу эмиру.
Второй акт. Джалма и Фарфалла прибывают в золотой карете во дворец эмира Исмаила. Тот признаёт в ней свою дочь, и она может выйти за Джалму. Принц хочет её обнять, но та отстраняется, напоминая как Джалма чуть не убил её, ловя бабочку. Принц пытается её поцеловать, но Хамза, прятавшаяся рядом, встаёт между влюблёнными и получает поцелуй, предназначавшийся её сопернице. Заклинание волшебницы приходит в действие, и она превращается в молодую красавицу. Джалма приходит в замешательство и решает вызвать в Фарфалле ревность, ухаживая за другой, чтобы привлечь внимание девушки. Но Хамза в ярости погружает принца в волшебный сон, Фарфалла снова становится бабочкой, а дворец эмира превращается в парк.
Джалма просыпается и обнаруживает себя в огромном парке в окружении множества бабочек, среди которых и его возлюбленная. Появляется Хамза со своими четырьмя сёстрами, хвастаясь своей победой перед ними и тайно мечтая о свадьбе с принцем. Готовясь к этому событию, она призывает ансамбль золотых арф и факельщика. Свет факела привлекает Фарфаллу и, коснувшись его, она сжигает свои крылья, и заклятье рушится - она снова обретает человеческую форму и падает в объятья принца. Сёстры Хамзы ломают её волшебный жезл и превращают её в статую. В саду возникает их волшебный дворец, где молодая пара наконец может счастливо обвенчаться.

## Последующие постановки

### Редакция Петипа
В начале 1874 года балетмейстер Мариус Петипа представил свою редакцию балета Тальони в Петербурге, на сцене Большого театра. Премьера «фантастического балета в 4-х актах» на музыку Людвига Минкуса состоялась в бенефис балерины Екатерины Вазем. Этот спектакль, среди нескольких других, Петипа показывал Августу Бурнонвилю во время визита последнего в Петербург весной того же года:404.

Вариации фей серебра и золота исполняли сёстры Анна и Александра Симские: 
В чеканных, сверкающих движениях их танца, в чётком беге на пальцах и отрывистых мелких заносках Петипа предвосхищал звенящие, переливающиеся танцевальные напевы фей золота и серебра из «Спящей красавицы»:244.

### Pas de deuxЛакотта
В 1976 году балетмейстер Пьер Лакотт на музыку из партитуры этого спектакля поставил для себя и балерины Доминик Кальфуни «Pas de deux из балета „Бабочка“» (премьера состоялась 23 декабря на сцене парижской Оперы). В России его с успехом исполняла балерина Ирина Колпакова.